# 모모미야 이치고
모모미야 이치고 (한국명: 홍베리)는 베리베리 뮤우뮤우의 등장인물이다. 애니메이션에서 목소리를 연기한 성우는 일본판은 나가지마 사키과 텐마 유우키이고 한국판은 정미숙과 장예나이다.

## 개요
만화 《베리베리 뮤우뮤우》의 주인공. 국내명은 홍베리, 영문판 이름은 조이 핸슨(Zoey Hanson).
이미지 컬러는 분홍색. 특기는 누구라도 사이좋게 지낼 수 있도록 만들기. 좋아하는 음식은 생선·가쓰오부시·피자·메이플 시럽 타입의 딸기 와플. 지금 가지고 싶은 것은 아오야마의 사랑. 이름의 유래는 딸기.
원래 짙은 붉은색에 숱이 좀 있는 보브컷인데, 변신 뒤엔 밝은 분홍색에 볼륨이 꽤 크게 들어가는 곱슬진 단발이 된다.

## 특징
사랑을 위해 달리는 밝은 여자아이. 미도리카와 레터스 만큼은 아니지만 다소 덤벙대는 성격을 가졌다. 그러나 밝고 천진난만한 면모를 가졌고 성실하기 때문에 카페 내에서는 일 잘하기로 소문이 자자하다. 게다가 의리가 강한 면도 있어서 기꺼이 친구를 돕기 위해서 발 벗고 나서기도.
어느 날 좋아하던 아오야마 마사야와 데이트를 하던 도중 원치 않게도 뮤뮤 프로젝트에 참여하게 되고, 멸종위기종 이리오모테삵[6]의 DNA를 삽입받아 뮤우뮤우로 변신하는 능력을 얻게 된다. 그리고 그녀를 실험 대상으로 삼은 시로가네 료와 아카사카 케이이치로, 그리고 다른 네 명의 동료들과 함께 외계인의 공격으로부터 지구를 지키는 임무를 맡게 된다. 유전자를 삽입받은 후 두근거리거나 놀라거나 하면 고양이귀와 꼬리가 나와버리며, 이후에는 키스를 하면 고양이로 변해버리는 부작용이 생겼다. 게다가 고양이들의 언어를 이해할 수 있게 되어서 고양이와 대화도 가능하다. 고양이는 몸이 가볍고 날렵하다는 특성이 있는 탓인지, 지름길이라는 이유로 학교 2~3층 정도의 고저차가 있는 복도 창문에서 뛰어 내린다. 마사야에게는 정체를 중반부에 들켰고 빨간 리본 방울 초커 목걸이를 선물로 받게 된다.
애니메이션 설정에 의하면 미숙아로 태어났다는 듯. 거기다 외동딸이라 그런지 아버지가 딸바보 기질이 심하다.
극중의 연애라인은 일편단심 마사야지만, 어째서인지 메인 악역 중 하나인 킷슈에게 삐뚤어진 애정을 받고 있다. 또한 가끔가다가 시로가네 료와 묘한 구도로 엮이기도 한다.
구작에서의 변신 디자인과, 신작에서의 변신 디자인에 꽤 차이가 있다.